# Молуку
Молуку е една от провинциите на Индонезия. Населението ѝ е 1 683 856 жители (по преброяване от май 2015 г.), а има площ от 46 914 кв. км. Намира се в часова зона UTC+9.
Религиозният ѝ състав през 2010 г. е: 50,61% мюсюлмани, 41,4% протестанти, 6,76% католици и други. Провинцията е разделена административно на 2 града и 9 регентства и е основана през 1950 г.